# Абд аль-Джаббар ибн Ахмад
Абу́-ль-Ха́сан Абд аль-Джабба́р ибн А́хмад аль-Асадаба́ди, известный как Абд аль-Джаббар (араб. عبد الجبار‎; 935—1025) — исламский богослов, видный представитель мутазилитского калама, шафиит. Автор многочисленных сочинений по каламу, фикху и естественным наукам.

## Биография

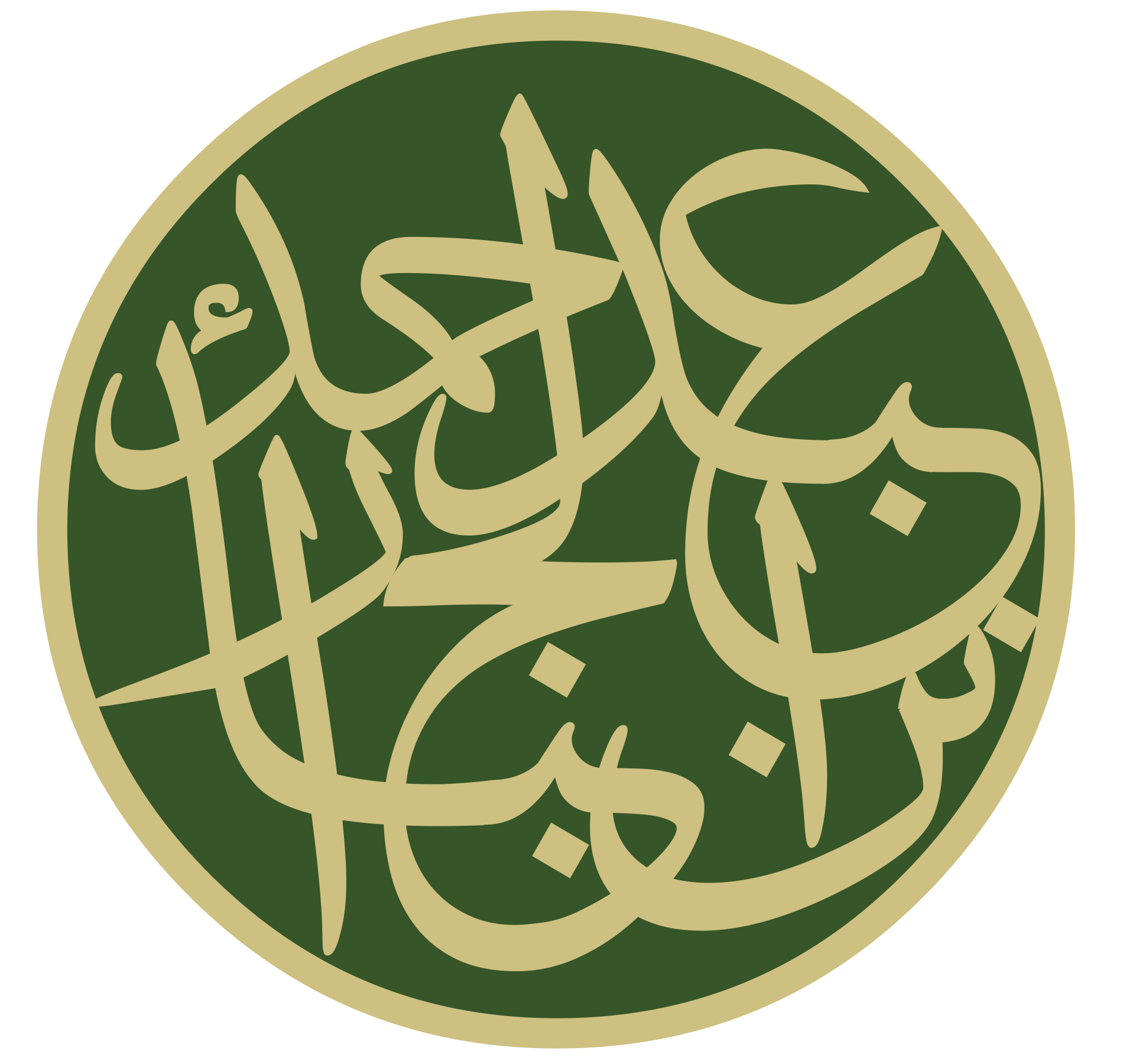
Каллиграфия имени

Его полное имя: Абуль-Хасан Абд аль-Джаббар ибн Ахмад ибн Абд аль-Джаббар ибн Ахмад ибн Халил аль-Хамазани аль-Асадабади. Он жил в Багдаде до тех пор, пока в 978 году его не пригласил буидский визирь Рея, ас-Сахиб ибн 'Аббад (938—995), покровительствовавший мутазилитам. Абд аль-Джаббар был приглашён для преподавания фикха, однако вскоре он был назначен главным кади провинции, откуда его прозвище Кади аль-кудат («судья всех судей»).
Абд аль-Джаббар был видным представителем мутазилитского калама. В фикхе он следовал шафиитскому мазхабу. Сначала он придерживался ашаритского учения в каламе, однако затем перешёл на позиции мутазилитов.
В начале 1950-х годов были обнаружены труды Абд аль-Джаббара вместе с сочинениями его непосредственных учеников Абу Рашида ан-Нишапури (ум. ок. 1024 г.) и Ибн Маттувайха (ум. в 1076 г.). Найденные сочинения стали основным источником об учениях мутазилитов.
Умер в 1025 году.